# Mamillocylichna abyssicola
Mamillocylichna abyssicola is een slakkensoort uit de familie van de Cylichnidae. De wetenschappelijke naam van de soort is voor het eerst geldig gepubliceerd in 1975 door Bouchet.